# The Monster Ball Tour

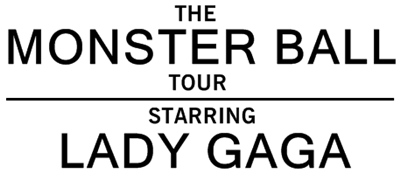

Lady Gaga under ett framförande av låten Alejandro.

Lady Gaga sjunger Paparazzi.

The Monster Ball Tour är den andra konsertturnén med artisten och låtskrivaren Lady Gaga. Turnén tillkännagavs officiellt den 15 oktober 2009, efter att hennes gemensamma konsertturné med rapparen Kanye West, med titeln Fame Kills, blev inställd. 
Turnén startade den 27 november 2009. Rapparen Kid Cudi och sångaren Jason Derulo var förband till den första nordamerikanska delen av resan, medan bandet Alphabeat var förband i Storbritannien. Andra förband under turnén var Far East Movement och Scissor Sisters. Virgin Mobile USA och Virgin Mobile Kanada var de officiella sponsorerna av de amerikanska och kanadensiska delarna av turen. Gagas produktionsteam, Haus of Gaga, utformade affischen och scenen för konserten.
Låtarna som framfördes under turnén kom från Gagas album The Fame Monster och från hennes debutalbum The Fame.
Showen var uppdelad i fem delar, varav den sista var ett extranummer. För varje del bar Gaga en ny utstyrsel. Samtida kritiker berömde föreställningen, Gagas sångförmåga och känsla för stil och mode. På 2010 års Billboard Touring Awards, vann Gaga The Breakthrough Performer Award samt Concert Marketing & Promotion Award, den sistnämnda en bekräftelse på hennes partnerskap med Virgin Mobile.

## Låtlista
| Låtlista (original) |
| --- |
| 27 november 2009 - 26 januari 2010 1. "Dance in the Dark" 2. "Just Dance" 3. "LoveGame" 4. "Alejandro" 5. "Monster" 6. "So Happy I Could Die" 7. "Teeth" 8. "Speechless" 9. "Poker Face" (pianoversion) 10. "Make Her Say" (framförd med Kid Cudi) 11. "Fashion" 12. "The Fame" 13. "Money Honey" 14. "Beautiful, Dirty, Rich" 15. "Boys Boys Boys" 16. "Paper Gangsta" 17. "Poker Face" 18. "Paparazzi" Slutet 1. "Eh, Eh (Nothing Else I Can Say)" 2. "Bad Romance" |

| Låtlista (förändrad) |
| --- |
| Akt 1: Stad - Intro - "Dance in the Dark" - "Glitter and Grease" - "Just Dance" - "Beautiful, Dirty, Rich" - "Vanity" (selected shows) - "The Fame" Akt 2: Tunnelbanan - "LoveGame" - "Boys Boys Boys" - "Money Honey" - "Telephone" - "Brown Eyes" (bara utvalda shower) - "Speechless" - "You and I" (senare tillagd) - "So Happy I Could Die" Akt 3: Skogen - "Monster" - "Teeth" - "Alejandro" - "Poker Face" Akt 4: Monster Ball - "Paparazzi" - "Bad Romance" - "Born This Way" (bara år 2011) |